# Heteronitis tricornutus
Heteronitis tricornutus är en skalbaggsart som beskrevs av Leon Fairmaire 1891. Heteronitis tricornutus ingår i släktet Heteronitis och familjen bladhorningar. Inga underarter finns listade i Catalogue of Life.